# Oregon Route 99E
Az Oregon Route 99E (OR-99E) a 99-es számú oregoni országút keleti ága, amely észak–déli irányban az OR 99 és az 99W Junction Cityben fekvő találkozási pontja és az Interstate 5, valamint a 120-as út Portlandben fekvő csomópontja között halad.
A szakasz Pacific Highway East No. 1E néven is ismert.

## Leírás
A szakasz Junction City északi határán indul; az OR 99 itt válik ketté: a 99E keleti, míg a 99W nyugati irányból fut Portlandbe. A Willamette-folyó keresztezése utáni első település Harrisburg, innen egy rövid északkeleti kitérő után egy hosszabb, északi irányú szakasz következik. Az Oregon Route 34-gyel való találkozás után a nyomvonal Albanybe érkezik, itt a U.S. Route 20 csomópontja után az Interstate 5-be torkollik, és annak 285-as kihajtójáig vele együtt halad.
Salemet elhagyva északkeleti Woodburn, majd a 211-es út molallai elágazása következik. Az OR 551 csomópontját követően Barlow után áthajt a Molalla-folyón, majd Canby után Oregon Citybe érkezik. Az Interstate 205 csomópontjában északnyugat felé visszafordulva Gladstone, Oak Grove és Milwaukie településeken áthaladva a következő nagyobb útkereszteződés a US 26 Portland belvárosában található elágazása, mely után az Interstate 84-et keresztezve a Northeast Hancock Streetig két, egy sarok távolságra haladó egyirányú szakasz fut.
Továbbra is északra haladva a nyomvonal érinti a 30-as szövetségi országút elkerülőjét, majd az északnyugati Columbia sugárútnál északnyugatra fordul, ezután a Columbia-csatornát keresztezve nyugati irányban az Interstate 5 és az OR 120 Expo Centernél fekvő csomópontjában végződik.